# Hobart (Washington)
Hobart é uma Região censo-designada localizada no estado norte-americano de Washington, no Condado de King.

## Demografia
Segundo o censo norte-americano de 2000, a sua população era de 6251 habitantes.

## Geografia
De acordo com o United States Census Bureau tem uma área de 48,6 km², dos quais 48,3 km² cobertos por terra e 0,3 km² cobertos por água. Hobart localiza-se a aproximadamente 159 m acima do nível do mar.

## Localidades na vizinhança
O diagrama seguinte representa as localidades num raio de 12 km ao redor de Hobart.